# Willow Creek n.º 458
Willow Creek n.º 458 es un municipio rural canadiense situado en la provincia de Saskatchewan.

## Superficie
Willow Creek n.º 458 tiene una superficie de 838,86 km².

## Demografía
En 2021, tenía 683 habitantes, una densidad poblacional de 0,8 hab./km², y 340 viviendas.